# ラブレター 蒼恋歌
『ラブレター 蒼恋歌』（ラブレター そうれんか）は、2006年11月25日に公開された日本映画。通称は「ラブレター」。

## 概要
東京のライブハウスで起こった出来事を機に青年と女子高生が繰り広げるラブストーリー。THE BLUE HEARTSの楽曲「ラブレター」の歌詞をもとに描かれており、同曲は挿入歌となっている。キャッチコピーは「ほかの誰にも言えない 本当の事。」
石垣佑磨の映画初主演作である。シアターN渋谷（単館上映）にて4週間限定でレイトショーされ、2007年にはDVDで発売された。
由衣の志望校・日本社会事業大学は実在しており、所在地や専攻分野などは劇中でも同じ名称が使われている。また、由衣の実家は東京より北部にある設定だが、実際に使われたホームと駅舎は青堀駅で撮影されたものとなっている。

## あらすじ
アマチュア・バンドのボーカルをしていた良太は太志の家業を手伝うのが嫌で、目標が見つからずなんとなく過ごしていた。一方、女子高生の由衣は大学の下見をするため、東京で一人暮らしをしている従姉妹のエリカの家に泊まることになる。ある日、良太はTHE SALINGERのライブを見に来ていた由衣とある事がきっかけで出会う。お互いに共感できるところがあり、再会を約束する。

## キャスト
- 尾崎良太 - 石垣佑磨
- 南雲由衣 - 本仮屋ユイカ
- エリカ - 工藤里紗
- 店長 - 奥野敦士
- 悪徳業者 - 正城慎太郎
- hash トモ - 細川智三（hash）
- hash メンバー - 羽田陸生（hash）
- hash ベース - 岡田幸樹（hash）
- 現場監督 - 森羅万象
- バイトの先輩 - 渡来敏之
- 良太（幼少） - 濱川歩
- ミサキ - 広澤葵
- THE SALINGER - THE SALINGER
- 良太の母 - 広岡由里子
- 由衣の母 - 田口萌
- 南雲シンジ - 田口トモロヲ
- 尾崎太志 - 寺島進

ほか
石橋拓也/
新津勇樹/
藤澤よしはる/
斉藤新平/
宮川浩明/
竹馬靖友/
萩尾和万/
石田真耶/
松下明日香/
jammed train/
エーライツ

## 挿入歌
- THE BLUE HEARTS 「ラブレター」

## スタッフ
- 企画・プロデュース - 小林智浩
- プロデューサー - 矢部浩彦、原田貴之、木村俊樹
- ラインプロデューサー - 旭正嗣、星野秀樹
- 脚本 - 龍一朗、松枝佳紀、土佐間暢大
- 製作 - 古屋文明、滝口雍昭、川崎代治
- 録音 - 吉田憲義
- 美術 - 松塚隆史
- 衣裳 - 宮田弘子
- メイク - 村中サチエ
- スチル写真 - 石川登栂子
- メイキング - 太田達也
- 製作担当 - 堀内蔵人
- 助監督 - 水内宏征
- スペシャルサンクス - ジャグラー
- 制作 - 日本出版販売、タキ・コーポレーション、メモリーテック

## 関連商品
- ラブレター 蒼恋歌 DVD（2007年3月2日、タキ・コーポレーション）